# Морская Полиция: Лос-Анджелес (Сезон 3)
Третий сезон американского телесериала «Морская полиция: Лос-Анджелес» премьера которого состоялась на телеканале CBS 22 сентября 2009 года.
Сериал является спин-оффом сериала «Морская полиция: Спецотдел».
Действие сериала разворачивается в Лос-Анджелесе, штат Калифорния.
Премьера третьего сезона Морская полиция: Лос-Анджелес состоялась 20 сентября 2011 года.

## В ролях
| Персонаж       | Актер               | Главный герой | Появление                |
| -------------- | ------------------- | ------------- | ------------------------ |
| Джи Каллен     | Крис О’Доннелл      | Весь сезон    |                          |
| Сэм Ханна      | LL Cool J           | Весь сезон    |                          |
| Кенси Блай     | Даниэла Руа         | Весь сезон    |                          |
| Марти Дикс     | Эрик Кристиан Олсен | Весь сезон    |                          |
| Эрик Бил       | Барретт Фоа         | Весь сезон    |                          |
| Хетти Ланг     | Линда Хант          | Весь сезон    |                          |
| Нелл Джонс     | Рене Фелис Смит     | Весь сезон    |                          |
| Хамелеон       | Кристофер Ламберт   |               | Эпизод 15, 23-24         |
| Оуэн Грейнджер | Мигель Феррер       |               | Эпизоды 12, 14-17, 23-24 |
| Леон Венс      | Роки Кэрролл        |               | Эпизод 1                 |
| Нэйт Гетц      | Питер Кэмбор        |               | Эпизод 20                |
| Лорен Хантер   | Клэр Форлани        |               | Эпизоды 1-3              |

## Эпизоды
| № | #  | Название                                      | Режиссёр           | Сценарист                                   | Дата показа в США | Код серии | Зрители США (миллионы) |
| --- | -- | --------------------------------------------- | ------------------ | ------------------------------------------- | ----------------- | --------- | ---------------------- |
| 49 | 1  | «Lange, H.» «Ланг»                            | Дэннис Смит        | Скотт Геммилл                               | 27 сентября 2011  | 301       | 16,71                  |
| Команда едет в Румынию, чтобы найти Хетти, которая находится у криминальной семьи Комеску. Хетти противостоит Алексе, главе семьи Комеску. Между тем, Эрик и Нелл узнают, что Лорен Хантер, заменяющая Хетти, является членом семьи Комеску. Эпизод заканчивается тем, что раненная Алексой Хетти падает на пол и её судьба неизвестна. Рокки Кэррол в роли Леона Венса Клэр Форлани в роли Лорен Хантер |    |                                               |                    |                                             |                   |           |                        |
| 50 | 2  | «Cyber Threat» «Кибер-опасность»              | Тони Уормби        | Шэйн Бреннан                                | 20 сентября 2011  | 302       | 16,26                  |
| Команда должна объединить усилия с АНБ, чтобы найти создателя программы, связанной с кибер-атакой на Министерство обороны. Между тем, Каллен продолжает поиск информации о своём прошлом. Эпизод заканчивается тем, что Каллен спрашивает Хетти о своем прошлом и семье. Клэр Форлани в роли Лорен Хантер |    |                                               |                    |                                             |                   |           |                        |
| 51 | 3  | «Backstopped» «Подстраховка»                  | Терренс О’Хара     | Дэйв Калштейн, Шэйн Бреннан                 | 4 октября 2011    | 303       | 14,78                  |
| Команда ведёт расследование гибели морпехов во время взрывов. Хантер приказывает им поменяться напарниками, Марти работает с Сэмом, а Кенси с Джи. Возвращается Хетти. Клэр Форлани в роли Лорен Хантер |    |                                               |                    |                                             |                   |           |                        |
| 52 | 4  | «Deadline» «Последний срок»                   | Кейт Вудс          | Джил Грант                                  | 11 октября 2011   | 304       | 15,40                  |
| Хетти возвращается к работе. Команда расследует смерть репортёра. Эта смерть связана с ливийским движением сопротивления. Между тем Хетти рассказывает Джи о его прошлом и о прошлом его семьи. Марти приводит своего пса Монти, чем очень раздражает Сэма. Хетти даёт Монти значок агента NCIS, делая его членом команды. |    |                                               |                    |                                             |                   |           |                        |
| 53 | 5  | «Sacrifice» «Жертва»                          | Джон Питер Кусакис | Джозеф Уилсон                               | 18 октября 2011   | 305       | 15,35                  |
| Полиция Лос-Анджелеса призывает NCIS на помощь, когда во время рейда на мексиканский наркокартель находят тело разыскиваемого террориста. Между тем, украдена машина Сэма. |    |                                               |                    |                                             |                   |           |                        |
| 54 | 6  | «Lone Wolf» «Одинокий волк»                   | Джеймс Уитмор мл.  | Кристина Ким                                | 25 октября 2011   | 306       | 15,89                  |
| После того, как убита бывший офицер разведки ВМС, команда обнаруживает угрозу для национальной безопасности. |    |                                               |                    |                                             |                   |           |                        |
| 55 | 7  | «Honor» «Честь»                               | Тони Уормби        | Джордана Льюис Джаффе, Скотт Геммилл        | 1 ноября 2011     | 307       | 15,52                  |
| На станции метро убит бухгалтер из Японии. В убийстве обвиняется бывший морпех, который утверждает, что его подставили. Дрю Фуллер в роли Коннора Маслина |    |                                               |                    |                                             |                   |           |                        |
| 56 | 8  | «Greed» «Жадность»                            | Ян Элиасберг       | Фрэнк Милитери                              | 15 ноября 2011    | 308       | 15,66                  |
| NCIS получил разрешение на расследование в Мексике, когда удостоверение ВМС находят на мёртвом теле. Данное дело привязано к делу о контрабанде опасных материалов. Сэм встречает друга из ЦРУ. Эпизод заканчивается тем, что Сэм отправляется в Судан, чтобы работать с ЦРУ. |    |                                               |                    |                                             |                   |           |                        |
| 57 | 9  | «Betrayal» «Предательство»                    | Карен Гавиола      | Фрэнк Милитери                              | 22 ноября 2011    | 309       | 15,15                  |
| Во время тайной миссии Сэма в Судане найдено тело, соответствующее описанию Сэма, Каллен едет в Судан, чтобы узнать правду. Сэм жив, и у него завязываются близкие отношения с женщиной по имени Джада Халед, сестрой человека, за которым он следит. |    |                                               |                    |                                             |                   |           |                        |
| 58 | 10 | «The Debt» «Долг»                             | Стивен ДеПол       | Дэйв Калштейн                               | 22 ноября 2011    | 310       | 14,10                  |
| Когда Дикс стреляет в безоружного человека в ходе совместной операции полиции Лос-Анджелеса и NCIS, полиция разрывает связь с NCIS, заставляя Хетти отстранить от должности Дикса. |    |                                               |                    |                                             |                   |           |                        |
| 59 | 11 | «Higher Power» «Высшая Сила»                  | Кевин Брэй         | Джо Сакс                                    | 13 декабря 2011   | 311       | 16,40                  |
| Во время рождественских праздников команде поставлена задача найти воров, которые украли экспериментальное электронное устройство с достаточной силой, чтобы уничтожить половину Лос-Анджелеса. Сэм пытается купить подарок-игрушку, а Хетти предлагает провести застолье в честь праздников. Кенси идёт под прикрытием в колледж. |    |                                               |                    |                                             |                   |           |                        |
| 60 | 12 | «The Watchers» «Наблюдатели»                  | Тони Уормби        | Скотт Геммилл                               | 3 января 2012     | 312       | 17,08                  |
| Когда научный сотрудник Министерства обороны найден мёртвым, Нелл приходится работать под прикрытием его замены. Команда получает сигнал о том, что Хетти в опасности. В то же время, новым помощником директора Оуэном Грейнджером ставится под сомнение способность Хетти возглавлять команду. Мигель Феррер в роли Оуэна Грейнджера |    |                                               |                    |                                             |                   |           |                        |
| 61 | 13 | «Exit Strategy» «Стратегия отступления»       | Дэннис Смит        | Грегори Вайдман                             | 10 января 2012    | 313       | 16,60                  |
| Команда должна найти человека, напавшего на автомобиль, перевозивший Джаду Халед. Серия связана с работой Сэма в Судане из серии "Предательство". |    |                                               |                    |                                             |                   |           |                        |
| 62 | 14 | «Partners» «Напарники»                        | Эрик Ланёвилль     | Джил Грант, Дэйв Калштейн                   | 7 февраля 2012    | 314       | 16,27                  |
| Произошло нападение на фургон Дипломатической службы безопасности. Каллен и Сэм празднуют юбилей: пять лет в качестве напарников. Мигель Феррер в роли Оуэна Грейнджера Алана Де Ла Гарза в роли дипломатического курьера Дианы Данрос |    |                                               |                    |                                             |                   |           |                        |
| 63 | 15 | «Crimeleon» «Преступный мир»                  | Терренс О’Хара     | Фрэнк Милитери                              | 14 февраля 2012   | 315       | 16,15                  |
| Команда, расследуя убийство двух бизнесменов, узнаёт, что за это несёт ответственность шпион-агент, названный Хамелеон. Грейнджер берёт на себя дело, заставляя команду сообщать ему всё. Но несмотря на их усилия, Хамелеону удаётся скрыться от них. Хамелеон звонит Каллену и сообщает, что собирается убить его. Позже, под давлением Хетти и Каллена, Грейнджер, наконец, говорит им, он приехал в Лос-Анджелес, чтобы поймать убийцу и пристально смотрит на Кенси. Мигель Феррер в роли Оуэна Грейнджера. Петер Стормаре в роли агента интерпола Мартина Кальстрема. Кристофер Ламберт в роли Хамелеона. |    |                                               |                    |                                             |                   |           |                        |
| 64 | 16 | «Blye, K.» «Кенси Блай»                       | Джонатан Фрейкс    | Джозеф Уилсон                               | 21 февраля 2012   | 316       | 15,47                  |
| Кенси взята под стражу Грейнджером, когда морские пехотинцы из отряда её покойного отца умирают от несчастных случаев. Этот эпизод заканчивается, когда Кенси попадает под пули неизвестного снайпера, и не известно, жива она или нет. Мигель Феррер в роли Оуэна Грейнджера. |    |                                               |                    |                                             |                   |           |                        |
| 65 | 17 | «Blye, K., Part 2» «Кенси Блай, часть 2»      | Терренс О’Хара     | Дэйв Калштейн                               | 21 февраля 2012   | 317       | 15,85                  |
| Кенси ранена, но выживает после выстрела в неё из снайперской винтовки, и продолжает погоню за убийцей, ответственного за смерть её отца. Мигель Феррер в роли Оуэна Грейнджера. |    |                                               |                    |                                             |                   |           |                        |
| 66 | 18 | «The Dragon and the Fairy» «Фея и Дракон»     | Тони Уормби        | Джо Сакс                                    | 27 марта 2012     | 318       | 16,17                  |
| Команда расследует перестрелку у посольства Вьетнама. Но скоро они обнаружат свидетельства незаконный торговли людьми и террористов. |    |                                               |                    |                                             |                   |           |                        |
| 67 | 19 | «Vengeance» «Месть»                           | Джеймс Уитмор мл.  | Фрэнк Милитери                              | 10 апреля 2012    | 319       | 14,75                  |
| Сотрудник Военно-морского флота найден мёртвым на тренировочной базе и все улики указывают на членов команды спецназа ВМС, которые отправляются на миссию по спасению заложников. Сэм решил опросить группу, несмотря на то, что это поставит под угрозу их миссию. |    |                                               |                    |                                             |                   |           |                        |
| 68 | 20 | «Patriot Acts» «Акт патриотизма»              | Дэннис Смит        | Джордана Льюис Джаффе                       | 10 апреля 2012    | 320       | 12,86                  |
| Когда бывший морской пехотинец подозревается в создании химической бомбы, Нейт Гейц возвращается в Лос-Анджелес. Команда должна работать вместе с ФБР, чтобы выследить и остановить террориста. Питер Кэмбор в роли Нэйта Гетца |    |                                               |                    |                                             |                   |           |                        |
| 69 | 21 | «Touch of Death» «Прикосновение смерти»       | Тони Уормби        | Мишель Фазекас, Тара Баттерз, Скотт Геммилл | 1 мая 2012        | 321       | 15,21                  |
| Вторая часть кроссовера с сериалом Гавайи 5.0. Продолжение серии "Прикосновение смерти" ("Pa Make Loa", "Touch of Death"), Гавайи 5.0, 2 сезон 21 серия. Детектив-сержант Дэнни Уильямс и детектив-лейтенант Чин Хо Келли из Гавайи 5.0 вместе с Калленом и Сэмом прилетают обратно в Лос-Анджелес, чтобы найти и остановить того, кто планирует выпустить в городе биохимическое оружие содержащие оспу. Специальные приглашенные звезды : Скотт Каан и Дэниел Дэ Ким |    |                                               |                    |                                             |                   |           |                        |
| 70 | 22 | «Neighborhood Watch» «Соседский дозор»        | Роберт Флорио      | Кристина Ким                                | 8 мая 2012        | 322       | 14,56                  |
| Кенси и Дикс работают под прикрытием в качестве семейной пары, чтобы обнаружить "спящего" агента. |    |                                               |                    |                                             |                   |           |                        |
| 71 | 23 | «Sans Voir (Part I)» «Игра вслепую»           | Джон Питер Кусакис | Джил Грант                                  | 15 мая 2012       | 323       | 15,19                  |
| Каллен охотится на Хамелеона, а Хамелеон начинает игру с командой. Это дело становиться личным для команды после того, как Хамелеон убивает агентов Ренко и Хантер. Мигель Феррер в роли Оуэна Грейнджера, Клэр Форлани в роли Лорен Хантер Брайан Аверс в роли Майка Ренко, Кристофер Ламберт в роли Хамелеона. |    |                                               |                    |                                             |                   |           |                        |
| 72 | 24 | «Sans Voir (Part II)» «Игра вслепую, часть 2» | Терренс О’Хара     | Шэйн Бреннан                                | 15 мая 2012       | 324       | 15,19                  |
| Хамелеон продолжает свои игры с командой. Ситуация осложняется когда они узнают, что одному из шпионов США угрожает смертельная опасность. Эпизод заканчивается тем, что Каллен стреляет в Хамелеона и его арестовывают, а Хетти подает в отставку. Кристофер Ламберт в роли Хамелеона. |    |                                               |                    |                                             |                   |           |                        |